# Aniksosaurus
Aniksosaurus („jarní ještěr“) byl rod menšího masožravého dinosaura (teropoda). Mohl spadat do čeledi Compsognathidae.

## Popis
Aniksosaurus měřil na délku asi 2 až 2,5 metru a vážil kolem 30 kilogramů. Podle jiných údajů měřil na výšku asi 0,7 metru, na délku 2 metry a vážil kolem 35 kg.
Žil v období přelomu spodní a svrchní křídy před zhruba 95 miliony let (geologický věk cenoman). Jeho fosilie byly objeveny v Argentině, a to v provincii Chubut (souvrství Bajo Barreal). Byl pojmenován podle Charlese Darwina (druhové jméno), rodové jméno pak bylo zvoleno podle toho, že byl objeven na jaře daného roku.